# Darkness with Tales to Tell
Albums de Manticora
Roots of Eternity
(1999) Hyperion
(2002)
Darkness with Tales to Tell est le deuxième album du groupe danois de Power metal Manticora, publié en avril 2001 par Scarlet Records.

## Liste des chansons
Toute la musique est composée par Manticora.
| No  | Titre                          | Durée |
| --- | ------------------------------ | ----- |
| 1.  | From Far Beyond                | 0:39  |
| 2.  | The Chance Of Dying In A Dream | 5:28  |
| 3.  | Dynasty Of Fear                | 4:45  |
| 4.  | Dragon's Mist                  | 8:57  |
| 5.  | Felice                         | 6:38  |
| 6.  | The Nightfall War              | 5:27  |
| 7.  | The Puzzle                     | 6:11  |
| 8.  | Critical Mass                  | 5:03  |
| 9.  | Lost Souls                     | 6:01  |
| 10. | The Twilight Shadow            | 5:26  |
| 11. | Shadows With Tales To Tell     | 7:06  |